# اقیانوس بهشت
اقیانوس بهشت (به انگلیسی: Ocean Heaven) عنوان فیلمی چینی - هنگ کنگی در ژانر درام است که توسط شوئه شیائولو کارگردانی شده و جت لی در نقش اصلی فیلم ایفای نقش کرده است.

## داستان
وانگ (جت لی) پسری دارد به نام دافو (ون جانگ) که از بیماری اوتیسم رنج می‌برد. وانگ سالهاست که دافو را در غیاب همسرش که درگذشته است، بزرگ کرده اما حالا که
متوجه شده بیماری لاعلاج دارد و به مرگ نزدیک است، نمی‌داند چگونه دافو را که به وی بسیار وابسته است در دنیا تنها بگذارد …

## بازیگران
- جت لی در نقش وانگ شین چِنگ/ سَم وُنگ
- ون جانگ در نقش دافو / دیوید
- گوئی لون-می در نقش لینگ
- جو یوان یوان در نقش خانم چای
- دونگ یونگ در نقش کارگردان تانگ

## جوایز

### جوایز داخلی (شانگهای)
CCTV Movie Channel Media Awards 2010
- بهترین فیلم: اقیانوس بهشت
- بهترین کارگردان جدید (کارگردان فیلم اول) :زائو زیالو
- بهترین بازیگر بازیگر: وین زانگ
- نامزد حضور در جوایز گلدن گلوب